# Indianapolis Diesels
Gli Indianapolis Diesels sono una società di pallacanestro statunitense con sede a Indianapolis, nell'Indiana.
Nacquero nel 2010 a Columbus come Indiana Diesels, per disputare la stagione ABA 2000. Alla fine del campionato si trasferirono nella PBL. Nel 2013 cambiarono denominazione. Nel 2014 raggiunsero la finale PBL, perdendola con i Rochester Razorsharks.

## Stagioni
| Stagione | Lega     | Denominazione        | V  | P  | %    | Piazzamento | Play-off   |
| -------- | -------- | -------------------- | -- | -- | ---- | ----------- | ---------- |
| 2010-11  | ABA 2000 | Indiana Diesels      | 8  | 4  | 66,7 | 3º          | -          |
| 2012     | PBL      | Indiana Diesels      | 4  | 14 | 22,2 | 4º          | -          |
| 2013     | PBL      | Indiana Diesels      |    |    |      | 3º          | Semifinale |
| 2014     | PBL      | Indianapolis Diesels | 10 | 5  | 66,7 | 2º          | Finale PBL |
| 2015     | PBL      | Indianapolis Diesels | 5  | 7  | 41,7 | 5º          | -          |